# اللجنة الدولية للدرع الأزرق
الدرع الأزرق أو اللجنة الدولية للدرع الأزرق، معروفة سابقًا باسم اللجنة الدولية للدرع الأزرق ، هي منظمة دولية تأسست عام 1996 لحماية التراث الثقافي العالمي من التهديدات مثل الصراعات المسلحة والكوارث الطبيعية.  كان من المقصود في الأصل أن يكون «النظير الثقافي للصليب الأحمر »،   ويشتق اسمه من رمز الدرع الأزرق الذي استُخدم للدلالة على المواقع الثقافية المحمية بموجب اتفاقية لاهاي لعام 1954 لحماية الممتلكات الثقافية في النزاعات المسلحة.
بيان مُهمة الدرع الأزرق موجود في نظامه الأساسي. تتكون المنظكة من شبكة من اللجان المكونة من أفراد مخلصين في جميع أنحاء العالم يكونوا: «ملتزمون بحماية الممتلكات الثقافية العالمية، وتهتم بحماية التراث الثقافي والطبيعي، والمادي وغير المادي، في حالة النزاع المسلح أو الكوارث الطبيعية أو التي من صنع الإنسان».

الدرع الأزرق هي منظمة شريكة وثيقة للأمم المتحدة وعمليات حفظ السلام التابعة للأمم المتحدة واليونسكو وبالتعاون مع اللجنة الدولية للصليب الأحمر . 

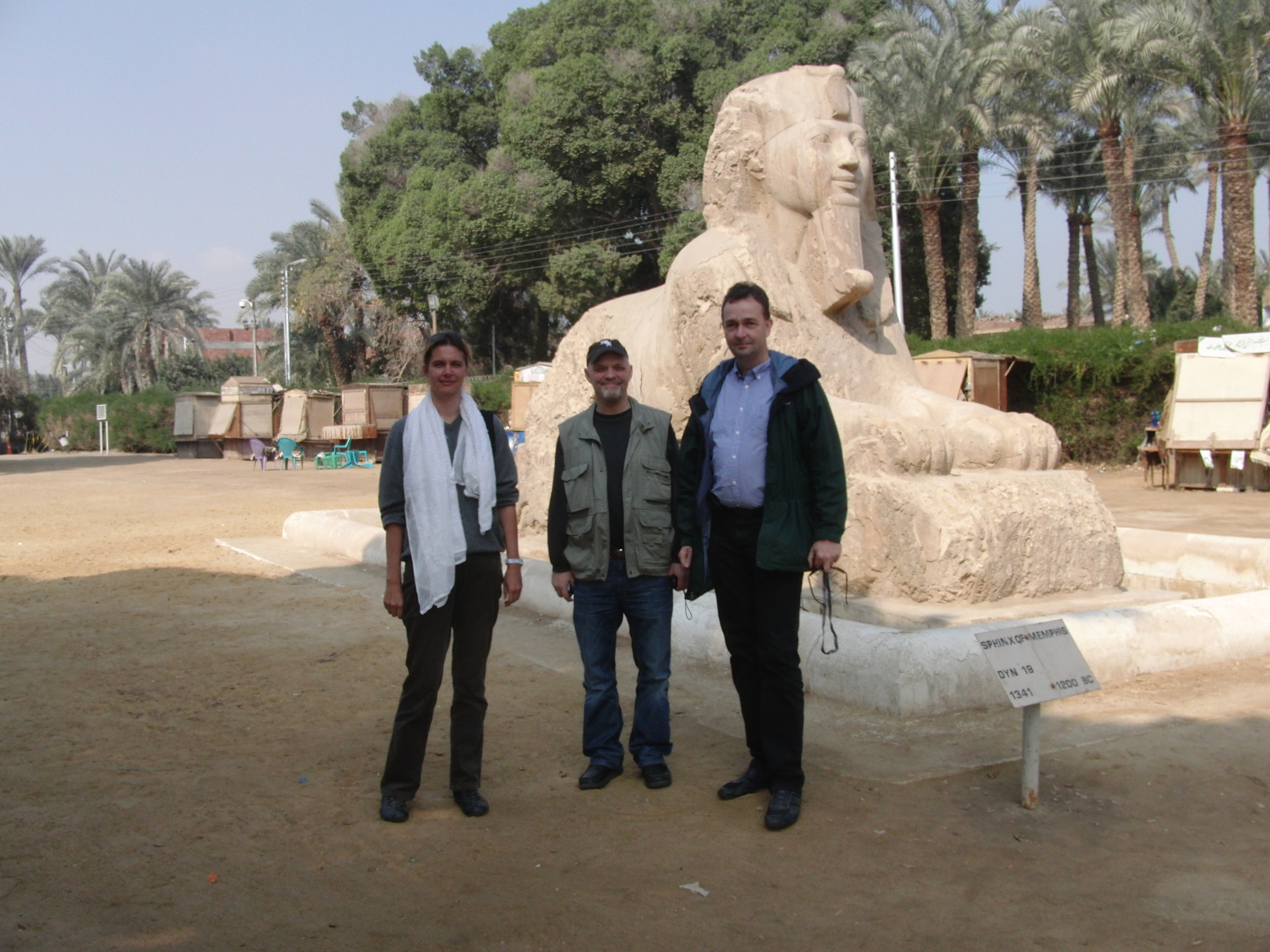
بعثة تقصي الحقائق التابعة لـ ANCBS في مصر، 2011. كارل فون هابسبورغ على اليمين
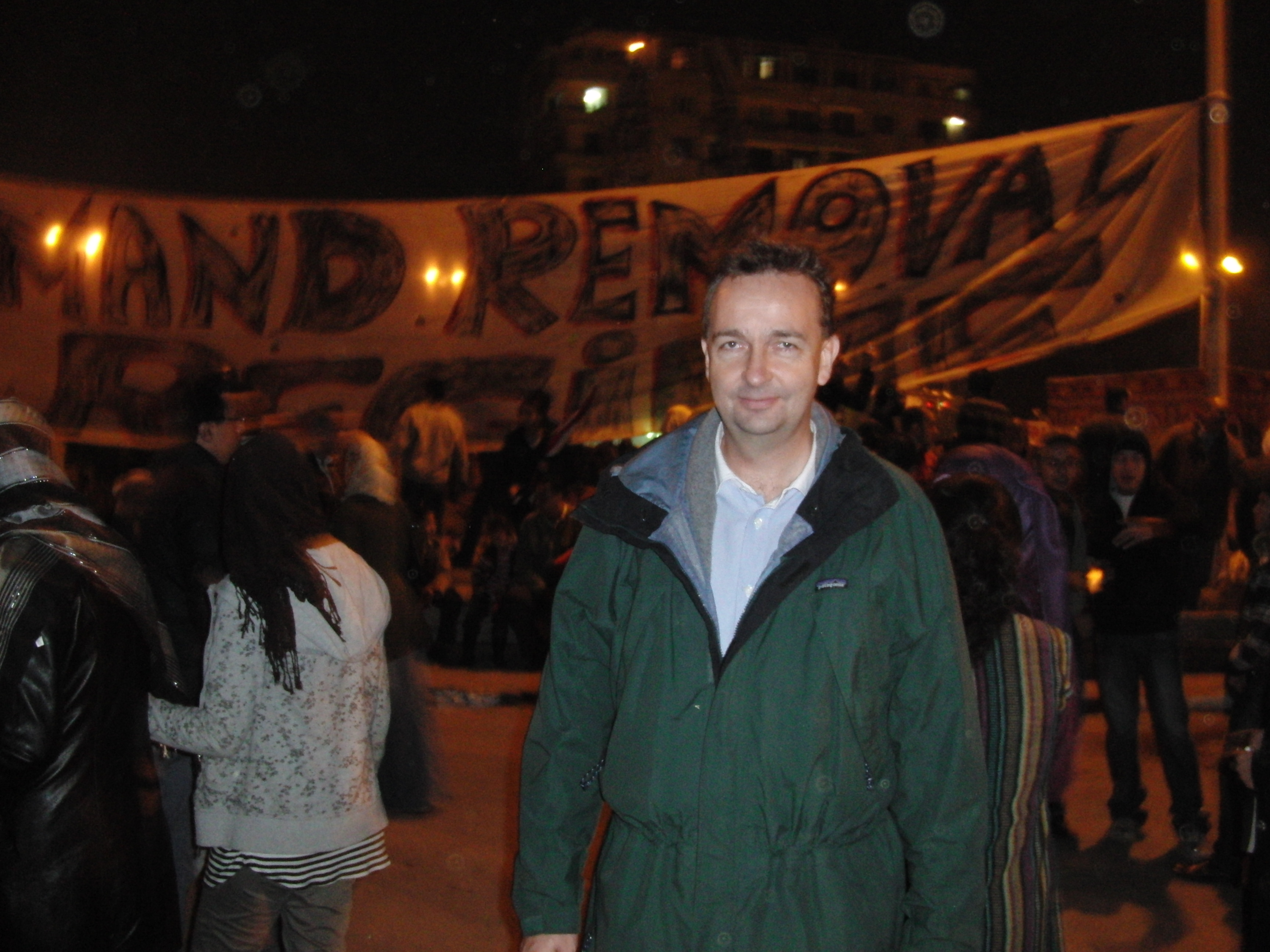
مهمة تقصي الحقائق التابعة لـ ANCBS إلى مصر، 2011 - كارل فون هابسبورغ
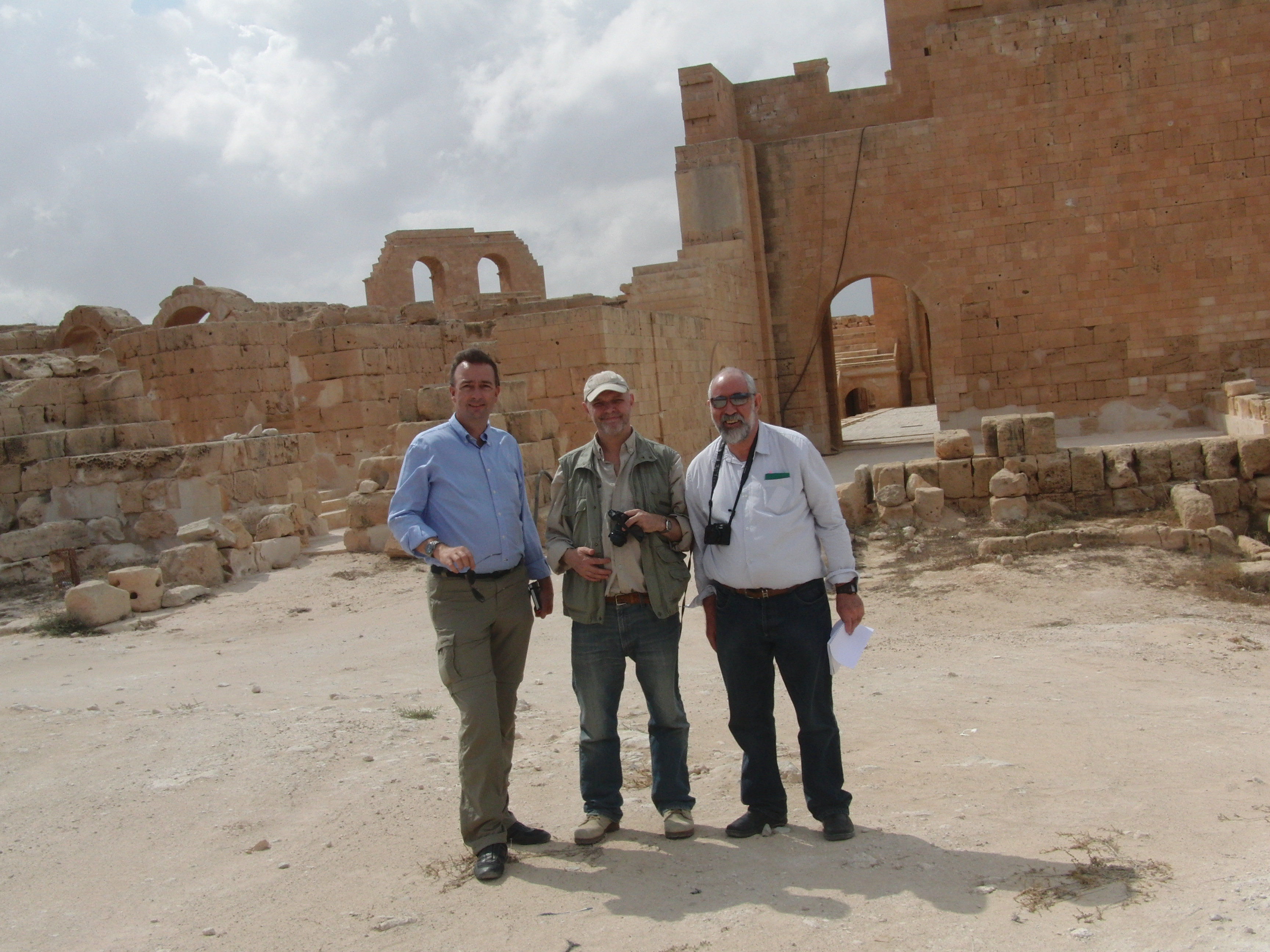
مهمة التقييم الأولى للدرع الأزرق إلى ليبيا، 28 إلى 30 سبتمبر/أيلول 2011. كارل فون هابسبورغ على اليسار، وحافظ والدا على اليمين.

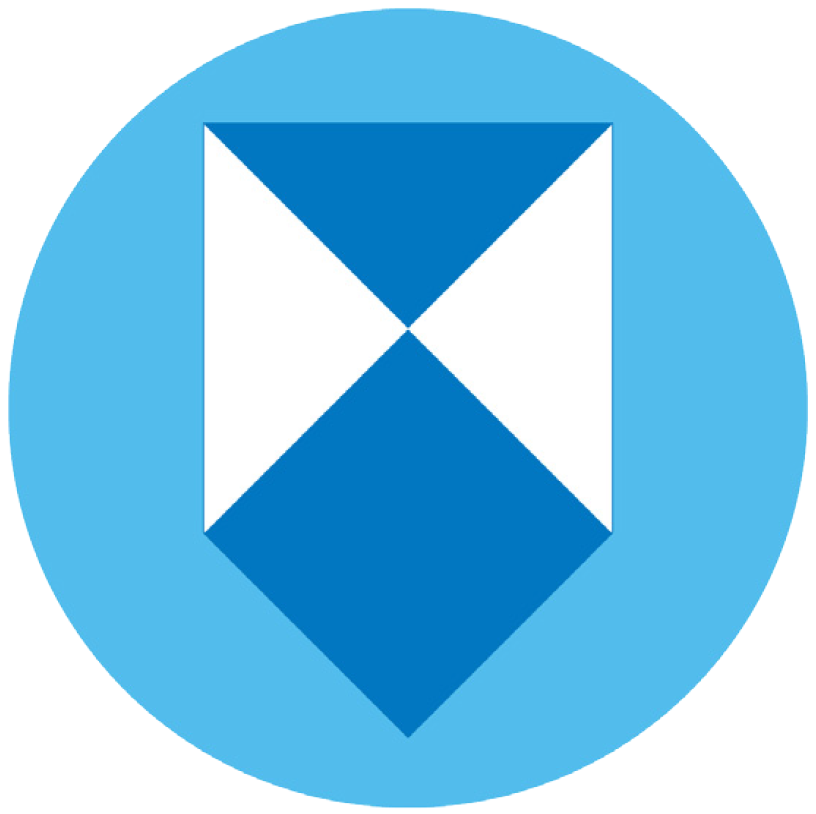
شعار المنظمة.